# مجمع تانتشيون الرياضي

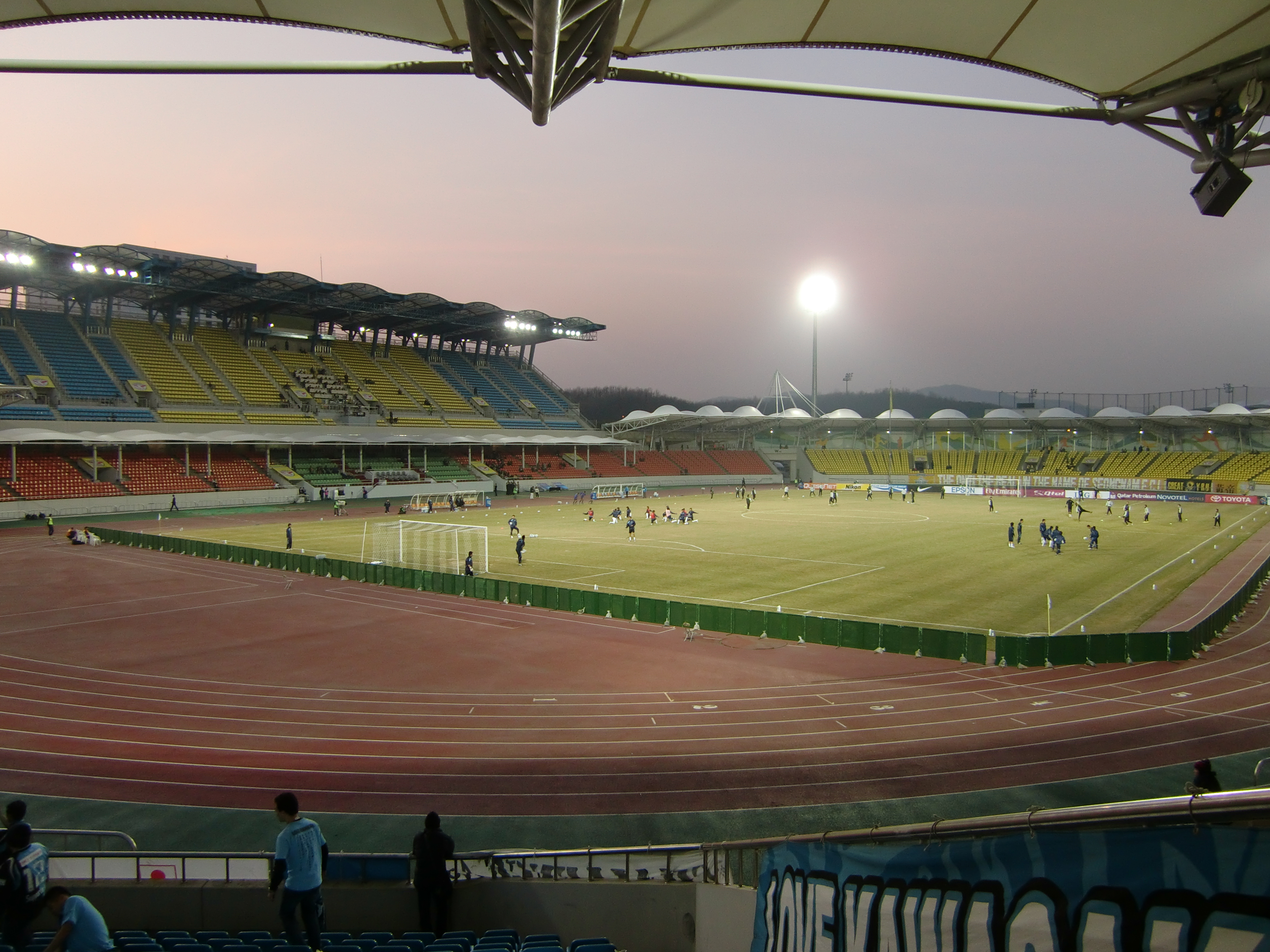

مجمع تانتشيون الرياضي هو ملعب متعدد الاستخدام في سيونغنام، كوريا الجنوبية. يسع الملعب لجلوس 19,000 شخص وقد بني في عام 2001. يعتبر الملعب الرسمي لفريق سيونغنام إلهوا تشنما الذي يلعب في الدوري الكوري الجنوبي.

## وصلات خارجية
- الموقع الرسمي نسخة محفوظة 24 نوفمبر 2007 على موقع واي باك مشين. (بالكورية)
- الموقع الرسمي لسيونغنام إلهوا تشنما (بالكورية)
- ملاعب العالم